# Maftunabonu Qahramonova
Maftunabonu Qahramonova (engl. Transkription Maftunabonu Kahramonova; * 28. Juli 2005) ist eine usbekische Tennisspielerin.

## Karriere
Qahramonova begann mit acht Jahren mit dem Tennisspielen und bevorzugt Sandplätze.
Sie spielt seit 2022 für die usbekische Billie-Jean-King-Cup-Mannschaft. Ihre Bilanz weist einen Sieg im Einzel sowie fünf verlorene Doppel aus.